# Ordem dos Carmelitas Descalços
A Ordem dos Carmelitas Descalços (ou, simplesmente, Carmelitas Descalços, O.C.D.) é um ramo da Ordem do Carmo, formado em 1593, que resulta de uma reforma feita ao carisma carmelita elaborada por Santa Teresa de Ávila e São João da Cruz. Este ramo divide-se em três diferentes tipos de família carmelita: os padres ou frades, as freiras contemplativas de clausura monástica e os leigos consagrados.
No caso particular dos leigos Carmelitas Descalços, dá-se-lhes o nome de Carmelitas Descalços Seculares.

## Origem dos Carmelitas Descalços

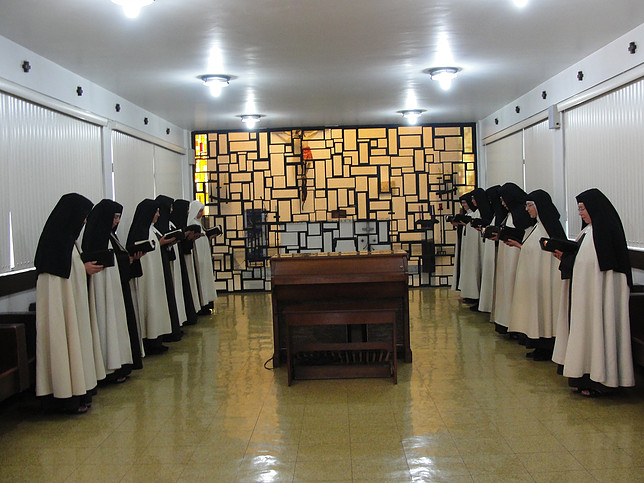
Monjas Carmelitas Descalças reunidas em oração comunitária na clausura monástica

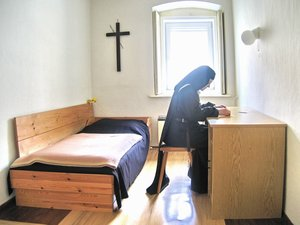
Uma religiosa carmelita na solidão da sua cela, a rezar e a praticar a Lectio Divina.

No século XVI, Santa Teresa de Ávila iniciou um processo de reforma ao carisma carmelita. Fez um voto de que haveria de seguir sempre o caminho da perfeição, e resolveu mantê-lo o mais próximo possível daquilo que a Regra do Carmo permitia. Numa noite do mês de Setembro de 1560, Teresa de Ávila decidiu reunir um grupo de freiras na sua cela e, tomando a inspiração primitiva da Ordem do Carmo e a reforma descalça de São Pedro de Alcântara, propôs-lhes a fundação de um mosteiro de tipo eremítico. Em 1562 é, então, fundado um novo mosteiro (que foi especialmente dedicado a São José). Por seu lado, em Duruelo, São João da Cruz e António de Jesus fundaram também um novo e primeiro convento masculino destinado aos frades Carmelitas Descalços. Em 1593, o Papa Clemente VIII concedeu total autonomia ao ramo dos Carmelitas Descalços (separando o seu carisma do carisma do ramo dos Carmelitas da Antiga Observância, desde então também chamados de Carmelitas Calçados para que melhor se pudesse estabelecer a diferença).
Para um carmelita descalço, a oração é um momento profundamente teológico. É guiada pela experiência de vida e pelos ensinamentos deixados por Santa Teresa de Ávila e São João da Cruz, e ainda seguida pelo mesmo exemplo deixado por outros santos carmelitas como Santa Teresinha do Menino Jesus e da Santa Face, Santa Isabel da Trindade, Santa Teresa de Jesus dos Andes, e mártires como Santa Teresa Benedita da Cruz entre outros. Cada dia é marcado pelo silêncio (para que se possa criar um ambiente adequado a uma casa de oração) e, além da celebração diária da Liturgia das Horas, pelo menos duas horas ficam reservadas para uma oração silenciosa e ininterrupta.
A vida no Carmelo deve ser sempre bem equilibrada: as comunidades masculinas e femininas de religiosos carmelitas deverão manter-se razoavelmente pequenas para que se possa criar uma genuína atmosfera de fraternidade e de partilha.
Enquanto que as comunidades masculinas de padres ou frades carmelitas possuem um carisma contemplativo e apostólico (à semelhança de Jesus que viveu a oração no deserto e o ministério da piedade junto das multidões), no caso das freiras carmelitas descalças, estas possuem um carisma essencialmente contemplativo e clausural. Em ambos os casos, porém, o seu projecto de vida enquanto Carmelitas Descalços é, primeiramente, prestarem um serviço à igreja inteira. De resto, a sua vida é igualmente marcada por um compromisso sério de estudo e conhecimento do coração humano, e marcada pela crescente sensibilidade pessoal e espiritual.

## Denominações e siglas

### Denominações em latim
Ordo Fratrum Discalceatorum Beatissimae Mariae Virginis de Monte Carmelo; Ordo Fratrum Carmelitarum Discalceatorum

### Denominações em português
Ordem dos Irmãos Descalços da Bem-Aventurada Virgem Maria do Monte Carmelo; Ordem dos Carmelitas Descalços; Carmelitas Descalços; Ordem Carmelitana Descalça

### As siglas do ramo descalço
Este ramo carmelita é reconhecido pela sigla de "O.C.D." (ao contrário do que acontece com o ramo mais antigo da Ordem, os Carmelitas da Antiga Observância, que são reconhecidos pela sigla principal de "O. Carm."). No caso dos Carmelitas Descalços Seculares a sua sigla é "O.C.D.S.".

## Santoral dos Carmelitas Descalços
- Bem-Aventurada Virgem Maria do Monte Carmelo (Nossa Senhora do Carmo) – 16 de Julho
- Profeta Elias – 20 de Julho
- São Simão Stock – 16 de Maio
- Santa Teresa de Jesus – 15 de Outubro
- São João da Cruz – 14 de Dezembro
- Santa Teresinha do Menino Jesus e da Santa Face – 1 de Outubro
- Santa Teresa Benedita da Cruz – 9 de Agosto
- Santa Teresa de Jesus dos Andes – 13 de Julho
- Santa Isabel da Trindade – 8 de Novembro
- Santa Maria Maravilhas de Jesus – 11 de Dezembro
- Santa Teresa Margarida do Sagrado Coração – 1 de Setembro
- Santa Teresa de Santo Agostinho e companheiras mártires de Compiègne – 17 de Julho
- Beata Ana de Jesus – 25 de Novembro
- Beata Maria Felícia de Jesus Sacramentado – 28 de Abril
- Venerável Maria Lúcia de Jesus e do Coração Imaculado – 13 de Fevereiro
- Venerável Tereza Margarida do Coração de Maria – 14 de Novembro
- Serva de Deus Cecilia María de la Santa Faz – 23 de Junho
- Serva de Deus Maria Anna Lindmayr – 6 de Dezembro